# Aeroportul Ilulissat
Aeroportul Ilulissat (IATA: JAV, ICAO: BGJN) este un aeroport din Avannaata⁠(d), Groenlanda ce deservește zona Ilulissat. A fost numit după zona deservită.
Situat la o altitudine de 29 m, aeroportul dispune de o singură pistă.